# Eine Schauspielerin versucht zu weinen
Eine Schauspielerin versucht zu weinen ist ein deutscher Kurzfilm. Der Film entstand 2006/07 an der Hochschule für bildende Künste Hamburg.

## Handlung
Ein leeres Filmstudio. Scheinwerfer, Mikrofon und ein Stuhl. Der Film besteht aus einer einzigen Kameraeinstellung. Die Kamera fährt auf die Schauspielerin zu, die auf dem Stuhl sitzt und fängt in einer Nahaufnahme ihren Versuch zu weinen ein.

## Kritiken
Filmbewertungsstelle Wiesbaden: „Eine Schauspielerin versucht zu weinen“ ist eine Referenz auf die Screen Tests in Hollywood. Äußerst pointiert gelingt es dem Film, die mühevolle schauspielerische Tätigkeit ins Blickfeld zu rücken, die in der Regel hinter Glamour verborgen bleibt und öffentlich kaum als Arbeit wahrgenommen wird. Der stringent inszenierte Film widerläuft jedem Klischee von Schauspielerei und ist gleichzeitig eine Verneigung vor den Großaufnahmen Hollywoods.

## Auszeichnungen
Der Film wurde von der Filmbewertungsstelle Wiesbaden als Kurzfilm des Monats Juli ausgezeichnet und erhielt das Prädikat Besonders Wertvoll. 2007 wurde er in den Katalog der AG Kurzfilm aufgenommen.